# Норволк (Каліфорнія)
Норволк (англ. Norwalk) — місто (англ. city) в США, в окрузі Лос-Анджелес штату Каліфорнія. Є передмістям Лос-Анджелеса, з яким має залізничне сполучення. Населення — 102 773 особи (2020).

## Історія
Місто було засноване 1880 року, незабаром там з'явилися перша школа та сироварний завод, потім кілька ферм і молочних заводів, які до початку XX століття стали основою економіки міста поряд зі буряковими фермами; багато фермерів були емігрантами з Нідерландів. Останнім часом велика частина виробництв в місті закрита. Статус міста Норволк отримало 1957 року; починаючи з 1950-х років в місті стала зростати чисельність іспаномовного населення.

## Географія
Норволк розташований за координатами 33°54′25″ пн. ш. 118°5′0″ зх. д. / 33.90694° пн. ш. 118.08333° зх. д. (33.906929, -118.083446).  За даними Бюро перепису населення США в 2010 році місто мало площу 25,24 км², з яких 25,14 км² — суходіл та 0,10 км² — водойми.

## Демографія
Згідно з переписом 2010 року, у місті мешкало 105 549 осіб у 27 130 домогосподарствах у складі 22 583 родин. Густота населення становила 4181 особа/км².  Було 28083 помешкання (1113/км²).
Расовий склад населення:
| - 49,4 % — білих - 12,0 % — азіатів - 4,4 % — чорних або афроамериканців - 1,1 % — корінних американців - 0,4 % — вихідців з тихоокеанських островів - 28,4 % — осіб інших рас |

До двох чи більше рас належало 4,3 %. Частка іспаномовних становила 70,1 % від усіх жителів.
За віковим діапазоном населення розподілялося таким чином: 27,6 % — особи молодші 18 років, 62,5 % — особи у віці 18—64 років, 9,9 % — особи у віці 65 років та старші. Медіана віку мешканця становила 32,5 року. На 100 осіб жіночої статі у місті припадало 98,5 чоловіків;  на 100 жінок у віці від 18 років та старших — 95,3 чоловіків також старших 18 років.
Середній дохід на одне домашнє господарство  становив 70 046 доларів США (медіана — 59 756), а середній дохід на одну сім'ю — 72 525 доларів (медіана — 62 881). Медіана доходів становила 40 179 доларів для чоловіків та 35 759 доларів для жінок. За межею бідності перебувало 14,3 % осіб, у тому числі 20,0 % дітей у віці до 18 років та 12,3 % осіб у віці 65 років та старших.
Цивільне працевлаштоване населення становило 46 652 особи. Основні галузі зайнятості: освіта, охорона здоров'я та соціальна допомога — 20,2 %, виробництво — 13,7 %, роздрібна торгівля — 11,3 %, мистецтво, розваги та відпочинок — 9,1 %.